# 暴れん坊将軍VII
暴れん坊将軍VIIでは、テレビドラマ『暴れん坊将軍』の第7シリーズで放送された放映タイトルおよび各話スタッフを列挙する。

## 放送期間
1996年7月13日～1997年1月25日、全18話。

## スタッフ
- プロデューサー：和佐英彦、加藤守啓(テレビ朝日)、阿部征司、渡辺操、伊駒伊織
- 脚本：鈴木則文、和久田正明、中野顕彰、石川孝人、胡桃哲、佐藤五月、田村多津夫、今村文人、藤井邦夫、石松愛弘、笠井和弘
- 監督：松尾正武、荒井岱志、宮越澄

## レギュラー
- 大岡忠相：横内正
- 田之倉孫兵衛：船越英二
- 辰五郎：北島三郎（第4話、第10話、第12話～15話を除く）
- おさい：坂口良子
- 卯之吉：三遊亭楽太郎（後の六代目三遊亭円楽）
- 源次：真砂皓太
- 常吉：白井滋郎
- 三平：安藤一人
- おちよ：田中綾子
- おぶん：生稲晃子
岡っ引き・仏の文吉（演・橋本功）の娘で「女一心太助」を自称する魚屋。1話で文吉が尾張藩の陰謀に巻き込まれて非業の最期を遂げたため、父の跡を継いで岡っ引きを兼業する。
- 桐原佐助：池谷太郎
- 小雪：安藤晃子

## 準レギュラー
- 山田朝右衛門：栗塚旭（第1話～第2話、第17話）
- 尾張大納言宗春：中尾彬（第1話、第14話）

## 内容
- 基本線は前作に同じ。新たに桐原佐助、おぶんが加わった。
- 源次の母・おとら（菅井きん）、卯之吉の父・治助（桂歌丸）が登場する話があり、歌丸は「笑点」の大喜利の挨拶で他局ながら当番組の宣伝を行った。また、「笑点」を髣髴させる歌丸と楽太郎（後の六代目円楽）による罵倒合戦も登場した。
- オープニング映像は前シリーズの演出に加え四分割の映像が追加。エンディング映像は夏祭りがテーマとなっている。
- 第2話「江戸怪奇 吉宗魔界を斬る!」は今まで一度も再放送されたことがなく、いわゆる封印作品となっている。マスターテープが現存しない、子供を打ち首にする一節があり放送コードに抵触する、吉宗と朝右衛門とお庭番が亡霊を相手に戦うという時代劇らしからぬ展開、などの諸説があるが真相は不明。
- これまでのシリーズでは珍しく半年のみの放映で、III以来の路線はここで終了する。それに伴い、おさい、おちよ、山田朝右衛門、田之倉孫兵衛などがこの作品を最後に登場しなくなる。なお第18話では最終回にもかかわらず辰五郎を除くめ組メンバーの出番は極めて少ない。
- 第15話「花の板前、妻敵討ち!」では、黒幕の名前が劇中では「安藤刑部」と呼ばれているが、スタッフロールでは「安部刑部」と表記されている。
- 実在人物である牧野忠寿（中西宣夫）、山下幸内（大出俊）が登場している。

## エピソード

### 放映リスト（サブタイトル）
| 話数 | 放送日         | サブタイトル                  | 脚本               | 監督     | ゲスト | 備考     |
| ---- | -------------- | ----------------------------- | ------------------ | -------- | --- | -------- |
| 1    | 1996年7月13日  | 「江戸っ子神輿が吉宗を呼ぶ!」 | 鈴木則文           | 松尾正武 | 仏の文吉：橋本功 久坂将監：内田勝正 石堂大膳：森章二 善平：赤城太郎 おかよ：大田沙也加 猿渡幻蔵：北村晃一 猿渡鬼三郎：森山陽介 大島頼母：有川正治 近習：小泉敏生 牧野駿河守：中西宣夫 おまち：田中ゆき おしな：嶋裕子 おきん：神尾僚子 尾張大納言宗春：中尾彬 山田朝右衛門：栗塚旭 |          |
| 2    | 1996年7月20日  | 「江戸怪奇 吉宗魔界を斬る!」  | 石川孝人           | 宮越澄   | 有明の玄海：磯部勉 水谷将監：大場順 おきぬ：東風平千香 鹿島右近：木下通博 野沢源太郎：谷口高史 由美：伊藤綾香 屋台の親父：窪田弘和 牢番：江原政一 門番：加藤三彦 下働きの女：渡辺則子 玄一：平井亮裕 堀尾勘兵衛：中康治 山田朝右衛門：栗塚旭 | 封印作品 |
| 3    | 1996年8月3日   | 「母恋し! がまん涙の夢枕」    | 鈴木則文           | 荒井岱志 | 藤の井：山本みどり 矢島彦九郎：片岡弘貴 矢島大吉：西尾塁 京極右京亮：遠藤征慈 御子上大膳：岩尾正隆 山崎：白川浩二郎 黒田：木谷邦臣 梢：村木翔子 膳方(一)：有島淳平 膳方(二)：北村明男 供侍：矢部義章 医者：壬生新太郎 松風：春藤真澄 町人：藤枝政巳 宗太郎：藤見和也 仙太：佐野聖也 安藤帯刀：御木本伸介                                                                                |          |
| 4    | 1996年8月10日  | 「花の吉原 空飛ぶおいらん」   | 和久田正明         | 宮越澄   | 春霞(おきく)：藤田佳子 広田十太夫：浜田晃 歌吉：園田裕久 門馬弥蔵：石倉英彦 天の川：山梨ハナ 丑三つ：野口貴史 与兵衛：大木晤郞 笠平：山田良隆 殿様：多賀勝一 春米屋：疋田泰盛 詐欺師：池田謙治 大口屋番頭：石井洋充 御家人：司裕介 出方：小船秋夫 ご隠居：松原健司 女郎(イ)：沢田真理子 女郎(ロ)：北村文化 少女のきく：山下翔子 大口屋丹次郎(関戸の孫八)：佐藤仁哉                      |          |
| 5    | 1996年8月17日  | 「卯之吉の死神退治」          | 中野顕彰           | 荒井岱志 | 長太：西山浩司 お米：山本ゆか里 おしず：森崎めぐみ 秋田屋伍平：小林勝彦 道石：高野真二 医者：川浪公次郎 親分：小峰隆司 駒田：福本清三 巽屋徳三郎：川嶋康義 市助：久保心 奥坊主：宮永淳子 青山丹波守：深江章喜 |          |
| 6    | 1996年8月31日  | 「てんやわんやの親孝行」      | 鈴木則文           | 松尾正武 | おとら：菅井きん 雪乃：寺田千穂 青山備後守忠成：中舘英暢 お万の方：太宰由美子 山科軍蔵：有川正治 大垣重兵衛：西田良 本多図書：藤沢徹夫 魚屋：蓑和田良太 楓：島田佳子 黒崎大膳：成瀬正孝 |          |
| 7    | 1996年9月7日   | 「愛妻騎馬奉行」              | 石川孝人           | 荒井岱志 | 兵藤筑後守義安：江藤潤 つや：日下由美 飯野左衛門：小沢象 大和屋杢兵衛：常泉忠通 間部和泉守：大竹修造 セルゲイ・M・イワノフ：ギアンナ・カラバイン 足立千治郎：武井三二 吉田：小坂和之 川口：浜田隆広 安藤肥後守：波多野博 瓦版売り：上野秀年 店の主人：東孝 お美代：山本容子 下役人：奔田陵 本田甚三郎：長谷川明男 南条備前守：睦五朗                                                    |          |
| 8    | 1996年9月14日  | 「初手柄!おぶんの大奥退治」   | 胡桃哲             | 松尾正武 | 伊勢屋小三郎：草川祐馬 お糸：武田京子 五十嵐：神大介 相模屋：浜田雄史 浪人：笹木俊志 おしず：富永佳代子 雪路：丹羽美奈子 お町：泉知奈津 お坊主：神原千恵 女の子：宮木萌美 菊島：北川めぐみ 巴屋：中村竜三朗 日向内記：立川三貴 |          |
| 9    | 1996年10月19日 | 「吉宗よ、誰が為に泣く」      | 鈴木則文           | 松尾正武 | おつる：中原果南 大垣伝蔵：中田博久 聖天の吉蔵：佐藤京一 木曽屋宗兵衛：伊吹聡太朗 お峯：真乃ゆりあ お滝：湖条千秋 お甲：鈴木有紀 善助：出水憲 虎松：滝譲二 甚平：井上茂 円太：畑中伶一 弥八：松永吉訓 おきよ：波多野悠 正太：進藤盛勇 おたみ：進藤磨未 神尾備中守：中田浩二 |          |
| 10   | 1996年10月26日 | 「夢で拾った百両」            | 佐藤五月           | 松尾正武 | 虎吉：石井洋祐 お春：岩本千春 大黒屋常右衛門：外山高士 有馬大学：久富惟晴 日下玄馬：伊東達広 伊兵衛：出水憲 旗本：福本清三 老婆：山村嵯都子 夜回り：畑中伶一 仕出し屋：山崎貴史 酒屋：武島平八郎 早馬の侍：野々村仁 家臣：大橋渡 岡島左内：井上高志 |          |
| 11   | 1996年11月9日  | 「魔剣! 鮮血の花嫁」          | 田村多津夫         | 荒井岱志 | おせん/千佳：立原麻衣 五島順之助：小沢和義 日野屋市兵衛：花上晃 江坂屋長兵衛：峰祐介 三好：中村孝雄 女将：星野美恵子 おかね：香住美弥子 三崎藩上役：有島淳平 忠助：岡田和範 呉服屋：上野秀年 母親：前川恵美子 小姓：中川峰男 同心：山田良樹 女中：上田こずえ 政吉：岩須透 合力：壬生新太郎 中盆：小谷浩三 おみち：山本容子 大奥女中：相良瑠実子 壷振り：沢田真理子 梶川兵部：遠藤太津朗 |          |
| 12   | 1996年11月23日 | 「仇討ち心中、盗まれた砂金」  | 今村文人           | 松尾正武 | おきく：北原佐和子 作次郎：大村波彦 熊吉：坂田金太郎 竹中：高並功 中山：五十嵐義弘 貸元：宮城幸生 文蔵：小船秋夫 料亭仲居：松原美穂 長屋のおかみさん：春藤真澄 女将：鈴川法子 芸者：浜崎涼子 釣人：福中勢至郎 野次馬：木村康志 芸者：藤間勘聡次 芸者：桂川夢女 治助：桂歌丸 磯部隼人正：亀石征一郎                                                                                      |          |
| 13   | 1996年11月30日 | 「凧よ、あがれ、誇り高く」    | 藤井邦夫           | 荒井岱志 | 神崎清兵衛：田中隆三 神崎郁：吉沢京子 川原十内：黒部進 柴田左馬助：神大介 神崎清太郎：中西勇太 片山京之助：柴田善行 村上八郎：山田永二 寅吉：河本忠夫 今田竜之進：伊藤博隆 居酒屋の親爺：小峰隆司 お品：嶋裕子 お品の母：富永佳代子 佐吉：田中雅俊 飯屋の主人：北村明男 樽屋平左衛門：遠山金次郎 片山図書：西田健                                                                       |          |
| 14   | 1996年12月7日  | 「尾張宗春の謀叛」            | 今村文人           | 荒井岱志 | 山下幸内：大出俊 石津又三郎：新田純一 早苗：久我陽子 久住総右衛門：伊藤敏八 尾州屋市兵衛：小笠原弘 赤心坊：高品剛 橋本：柴田耕作 鈴木：中村譲 山西：高木英一 黒田：入江毅 飯田兵馬：東村晃幸 大家：有島淳平 与力：西山清孝 臥煙：池田謙治 水野家家臣：矢部義章 ：小泉敏生 ：中村信吾 野次馬：大矢敬典 野次馬：福中勢至郎 尾張大納言宗春：中尾彬                                         |          |
| 15   | 1996年12月14日 | 「花の板前、妻敵討ち!」       | 田村多津夫         | 松尾正武 | 土屋粂蔵：大橋吾郎 おきぬ：永住千夏 千佐：武田京子 安藤刑部：曽根晴美 西崎弥平太：伊藤高 野沢久馬：伊庭剛 おつや：前田伊都子 長次：遠山二郎 料亭おかみ：三浦徳子 太吉：西尾塁 祐之：内藤和也 同心：松田吉博 人足：藤枝政巳 ばあさん：春藤真澄 旅の女：香住美弥子 男の子：塩賀淳平 おみつ：澤野井香澄 倉林儀兵衛：内田稔                                                                 |          |
| 16   | 1997年1月11日  | 「め組の喧嘩! 二人の女房」    | 石松愛弘           | 荒井岱志 | おかつ：鈴鹿景子 上州屋角右衛門：中田浩二 宗助：石倉英彦 弥吉：高並功 室田陣十郎：笹木俊志 油商：細川純一 江戸屋長兵衛：高谷舜二 長太：新藤盛勇 たき：桂登志子 町人：田代勝義 神保外記：石山律雄 |          |
| 17   | 1997年1月18日  | 「子連れ刺客」                | 和久田正明         | 松尾正武 | 鏑木十兵衛：津嘉山正種 美代の方：秋篠美帆 鏑木小夜：井上真央 辻丸監物：大木正司 野口小弥太：堀田真三 奈良平：田中弘史 市岡数馬：五十嵐義弘 浅井典助：白川浩二郎 朝倉采女：関根大学 月乃：山田麻起子 長屋のおかみ：丸平峯子 米倉与一郎：岡田翔太 大野木頼母：小坂和之 コソ泥：小船秋夫 米倉猪之助：太田雅之 岡っ引き：木村康志 付女中：上田こずえ 山田朝右衛門：栗塚旭                   |          |
| 18   | 1997年1月25日  | 「いなせ新さん、世直し道中」  | 鈴木則文、笠井和弘 | 荒井岱志 | お染：浅利香津代 おきぬ：及森玲子 鷲尾軍太夫：上野山功一 大町伝十郎：滝譲二 本間喜八郎：野口貴史 勇吉：石丸博 木崎重兵衛：朝日完記 太兵衛：波多野博 おさわ：星野美恵子 吾平：中澤政彦 政吉：壬生新太郎 与作：田井克幸 たき：桂登志子 おいち：高野由味子 高見沢将監：和崎俊哉 |          |